# Ordina Open 2007
Die Ordina Open 2007 waren ein Tennisturnier der WTA Tour 2007 für Damen und ein Tennisturnier der ATP Tour 2007 für Herren in Rosmalen in der Gemeinde ’s-Hertogenbosch und fanden zur gleichen Zeit vom 16. bis 23. Juni 2007 statt.

## Herrenturnier
→ Qualifikation: Ordina Open 2007/Herren/Qualifikation

## Damenturnier
→ Qualifikation: Ordina Open 2007/Damen/Qualifikation